# كريستينا دريكسلر
كريستينا دريكسلر (بالألمانية: Christina Drechsler)‏ هي ممثلة ألمانية، ولدت في 1982 ببرلين في ألمانيا.

## وصلات خارجية
- كريستينا دريكسلر على موقع IMDb (الإنجليزية)
- كريستينا دريكسلر على موقع ألو سيني (الفرنسية)
- كريستينا دريكسلر على موقع أول موفي (الإنجليزية)
- كريستينا دريكسلر على موقع قاعدة بيانات الفيلم (الإنجليزية)
- كريستينا دريكسلر على موقع كينوبويسك (الروسية)